# Новый Двор (Свислочский район)
Новый Двор (бел. Новы Двор) — агрогородок в Свислочском районе Гродненской области Беларуси на реке Медянка. Центр Новодворского сельсовета. Располагается на территории национального парка Беловежская Пуща. Население — 160 человек (2025).

## Расположение
Новый Двор располагается в Гродненской области, Свислочском районе, на реке Медянка. Через него проходит трасса Р47. Вся деревня располагается на территории национального парка Беловежская пуща. Расстояние до деревни Большие Масушины ≈ 1.3 км, до д. Новосёлки ≈ 4 км, до Студеники ≈ 6.3 км.

## Население
XIX век:
- 1829 — 399 чел., в том числе 18 иудеев
- 1830 — 216 мужчин
- 1833 — ▲ 409 чел. (206 мужчин и 203 женщины)
- 1837 — ▲ 714 чел., в том числе 49 иудеев
- 1886 — ▲ 1183 чел. (563 мужчины и 620 женщин), в том числе 100 иудеев
- 1897 — ▲ 1481 чел.

XX век:
- 1901 — ▼ 1,2 тыс. чел.
- 1905 — ▲ 1,4 тыс. чел.
- 1912 — ▲ 1573 чел.
- 1921 — ▼ 646 чел., в том числе 146 иудеев
- 1937 — ▲ 1,4 тыс. чел.

XXI век:
- 2003 — ▲ 924 чел.
- 2009 — ▼ 845 чел.
- 2013 — ▼ 782 чел.
- 2025 — ▼ 160 чел.

## История

### 1409—1654 года
Первое письменное упоминание о Новом Дворе датируется 1409 годом, когда он был основан литовским князем Витовтом как охотничья резиденция. Поселение значится на картах 1508, 1613 и 1654 годов. В 1551 через городок из Кракова в Вильнюс проходил похоронный кортеж с телом Барбары Радзивилл.

### Русско-польская война (1654—1667)
В Тринадцатилетнюю войну (1654—1667) Новый Двор сожгли шведские войска. В начале декабря 1655 года неподалёку здешняя знать одержала победу над русскими войсками. В 1661 году местечко получило Магдебургское право и герб, подтвержденные королями и великими князьями Яном Казимиром (3 августа 1661), Михаилом Корибутом Вишневецким (20 марта 1670), Яном Собесским, (20 января 1679), Августом Сильным (28 ноября 1718) и Августом III (14 ноября 1744).

### 1795 год
В результате третьего раздела Речи Посполитой (1795) Новый Двор оказался в составе Российской империи, в Волковысском уезде Гродненской губернии.

### Отечественная война 1812 года
Новый Двор вошёл в историю Отечественной войны 1812 года. К её началу неподалёку, в районе города Волковыска, стояла вторая русская армия под командованием Багратиона, а в окрестностях Нового Двора размещался седьмой корпус. Одним из гусарских полков командовал прославившийся впоследствии герой Отечественной войны 1812 года, знаменитый партизан Денис Давыдов. В самом Новом Дворе размещался штаб корпуса, которым командовал герой Бородина Николай Раевский.
Никто из белорусов не перешёл на сторону врага, свидетельствуют летописцы Нового Двора. Ядром и картечью угощали французов храбрые русские артиллеристы Раевского.
Состоянием на 1833 в местечке было 90 деревянных зданий, действовала церковь. С 1860 существовала церковно-приходская школа. В 1862 открылось одноклассное народное училище, в 1900 году — двухклассное народное училище (в 1905 обучались 89 мальчиков и 16 девочек).

### 1863—1897 годы
13 мая 1863 года около Нового Двора произошла стычка 40 казаков с повстанцами. Сохранились имена крестьян из деревни Новый Двор, участников национально-освободительного восстания (1863—1864), которых впоследствии репрессировали власти Российской империи. Среди них значатся Франц Ярошевич, Осип Грушевский, Франц Романовский, Антон Грушевский, Максим Завистовский, Федор Кулик, Станислав Грушевский и Михал Гончаревич. 17 сентября 1867 года в Новом Дворе освятили новую церковь. По итогам переписи 1897 года — 271 двор, православная церковь, синагога, народное училище, зерновой гамазей, магазин мелкого товара, 2 мельницы, 2 питейных дома.

### Рижский мирный договор
Согласно Рижскому мирному договору (1921) Новый Двор оказался в составе межвоенной Польской Республики, в Волковысском повете Белостокского воеводства.

### БССР и настоящее время
В 1939 году Новый Двор вошёл в БССР, где 12 октября 1940 года стал центром Новодворского сельсовета. Статус поселение понизили до деревни. По состоянию на 2003 год здесь было 416 дворов. В 2007 году посёлок приобрёл статус агрогородка.

## Новодворская икона Божией Матери

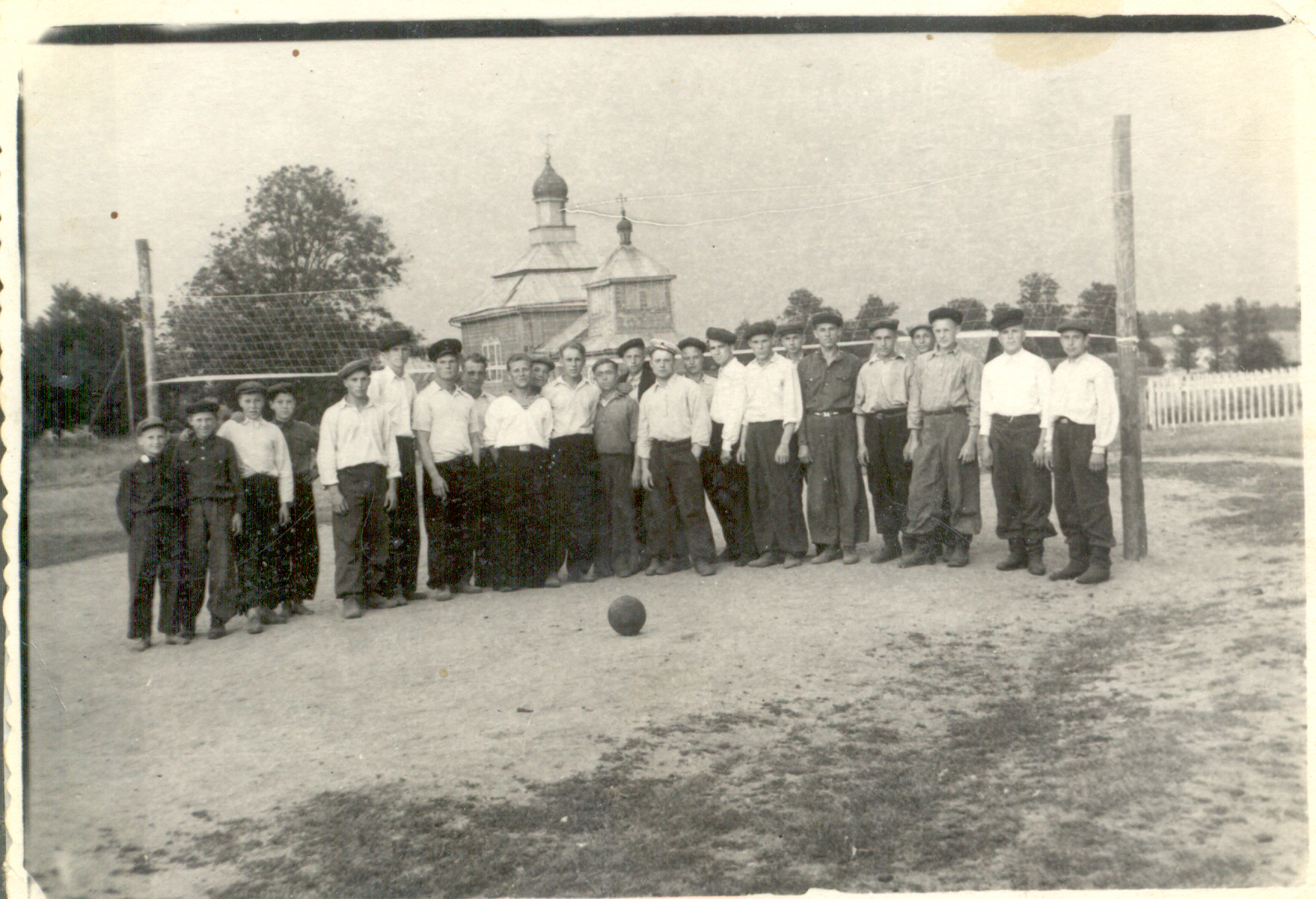
На заднем плане церковь Михаила Архангела (разрушена в 1960 году)

В деревне находится Новодворская икона Божией Матери. Местные жители передают историю, что, когда случился пожар, который уничтожил полдеревни, люди хотели вынести и спасти эту икону, чтобы она не сгорела вместе с церковью, но даже пятеро не смогли поднять её. Когда огонь дошёл до церкви, он чудом остановился. Все уверены, что это икона погасила огонь и спасла оставшуюся половину деревни. Когда в советское время перестраивали деревню, то икону вернули в церковь.

## Утраченное наследие
- Церковь Святого Михаила Архангела (1868).
- Синагога.